# بيتر هاميلتون بيلي
بيتر هاميلتون بيلي (بالإنجليزية: Peter Hamilton Bailey)‏ هو موظف مدني أسترالي، ولد في 3 سبتمبر 1927 في ملبورن في أستراليا.